# Fed Cup 1996
La Fed Cup 1996 corresponde a la 34.ª edición del torneo de tenis femenino más importante por naciones. 8 equipos participaron en el Grupo Mundial.

## Grupo Mundial
| Equipos participantes | Equipos participantes | Equipos participantes | Equipos participantes |
| Argentina             | Austria               | Francia               | Alemania              |
| Japón                 | Sudáfrica             | España                | Estados Unidos        |
| --------------------- | --------------------- | --------------------- | --------------------- |

## Eliminatorias
|  | Cuartos de final | Cuartos de final |        |                | Semifinales | Semifinales |  |                | Final            | Final            |  |
|  | 27-28 abril      | 27-28 abril      |        |                | 13-14 julio | 13-14 julio |  |                | 28-29 septiembre | 28-29 septiembre |  |
|  |                  |                  |        |                |             |             |  |                |                  |                  |  |
|  |                  |                  |        |                |             |             |  |                |                  |                  |  |
|  | Estados Unidos   | 3                |        |                |             |             |  |                |                  |                  |  |
|  | Estados Unidos   | 3                |        |                |             |             |  |                |                  |                  |  |
|  | Austria          | 2                |        |                |             |             |  |                |                  |                  |  |
|  | Austria          | 2                |        | Estados Unidos | 5           |             |  |                |                  |                  |  |
|  |                  |                  |        | Estados Unidos | 5           |             |  |                |                  |                  |  |
|  |                  |                  | Japón  | 0              |             |             |  |                |                  |                  |  |
|  | Japón            | 3                | Japón  | 0              |             |             |  |                |                  |                  |  |
|  | Japón            | 3                |        |                |             |             |  |                |                  |                  |  |
|  | Alemania         | 2                |        |                |             |             |  |                |                  |                  |  |
|  | Alemania         | 2                |        |                |             |             |  | Estados Unidos | 5                |                  |  |
|  |                  |                  |        |                |             |             |  | Estados Unidos | 5                |                  |  |
|  |                  |                  | España | 0              |             |             |  |                |                  |                  |  |
|  | Francia          | 3                | España | 0              |             |             |  |                |                  |                  |  |
|  | Francia          | 3                |        |                |             |             |  |                |                  |                  |  |
|  | Argentina        | 2                |        |                |             |             |  |                |                  |                  |  |
|  | Argentina        | 2                |        | Francia        | 2           |             |  |                |                  |                  |  |
|  |                  |                  |        | Francia        | 2           |             |  |                |                  |                  |  |
|  |                  |                  | España | 3              |             |             |  |                |                  |                  |  |
|  | Sudáfrica        | 2                | España | 3              |             |             |  |                |                  |                  |  |
|  | Sudáfrica        | 2                |        |                |             |             |  |                |                  |                  |  |
|  | España           | 3                |        |                |             |             |  |                |                  |                  |  |
|  | España           | 3                |        |                |             |             |  |                |                  |                  |  |
|  |                  |                  |        |                |             |             |  |                |                  |                  |  |

### Final
| Boardwalk Hall, Nueva Jersey, Estados Unidos 28 al 29 de septiembre de 1996 |                           |                                         |   |   |   |  |  |  |  |
| \| 1 \| \| Monica Seles \| 6 \| 6 \| \| \| \| \| \| \| 1 \| \| Conchita Martínez \| 2 \| 4 \| \| \| \| \| \| \| 2 \| \| Lindsay Davenport \| 7 \| 6 \| \| \| \| \| \| \| 2 \| \| Arantxa Sánchez Vicario \| 5 \| 1 \| \| \| \| \| \| \| 3 \| \| Monica Seles \| 3 \| 6 \| 6 \| \| \| \| \| \| 3 \| \| Arantxa Sánchez Vicario \| 6 \| 3 \| 1 \| \| \| \| \| \| 4 \| \| Lindsay Davenport \| 7 \| 6 \| \| \| \| \| \| \| 4 \| \| Gala León García \| 5 \| 2 \| \| \| \| \| \| \| 5 \| \| Mary Joe Fernández-Linda Wild \| 6 \| 6 \| \| \| \| \| \| \| 5 \| \| Gala León García-Virginia Ruano Pascual \| 1 \| 4 \| \| \| \| \| \| |                           |                                         |   |   |   |  |  |  |  |
| 1 | Bandera de Estados Unidos | Monica Seles                            | 6 | 6 |   |  |  |  |  |
| 1 | Bandera de España         | Conchita Martínez                       | 2 | 4 |   |  |  |  |  |
| 2 | Bandera de Estados Unidos | Lindsay Davenport                       | 7 | 6 |   |  |  |  |  |
| 2 | Bandera de España         | Arantxa Sánchez Vicario                 | 5 | 1 |   |  |  |  |  |
| 3 | Bandera de Estados Unidos | Monica Seles                            | 3 | 6 | 6 |  |  |  |  |
| 3 | Bandera de España         | Arantxa Sánchez Vicario                 | 6 | 3 | 1 |  |  |  |  |
| 4 | Bandera de Estados Unidos | Lindsay Davenport                       | 7 | 6 |   |  |  |  |  |
| 4 | Bandera de España         | Gala León García                        | 5 | 2 |   |  |  |  |  |
| 5 | Bandera de Estados Unidos | Mary Joe Fernández-Linda Wild           | 6 | 6 |   |  |  |  |  |
| 5 | Bandera de España         | Gala León García-Virginia Ruano Pascual | 1 | 4 |   |  |  |  |  |

## Repesca Grupo Mundial de 1996
La Repesca Grupo Mundial 1996 de la Copa Fed se disputó los días 13 y 14 de julio de 1996, y los resultados de esta fase se detallan en el siguiente esquema:
| Sede de la confrontación | Superficie     | Ganador         | Marcador | Perdedor   |
| ------------------------ | -------------- | --------------- | -------- | ---------- |
| Pilsen                   | Indoor moqueta | República Checa | 3-1      | Argentina  |
| Pörtschach               | Arcilla        | Alemania        | 4–1      | Austria    |
| Bratislava               | Arcilla        | Holanda         | 3–2      | Eslovaquia |
| Bloemfontein             | Dura           | Bélgica         | 4–1      | Sudáfrica  |

## Grupo Mundial 2
El Grupo Mundial 2 de la Copa Fed se disputó los días 27 y 28 de abril de 1996, y los resultados de esta fase se detallan en el siguiente esquema:
| Sede de la confrontación | Superficie | Ganador         | Marcador | Perdedor  |
| ------------------------ | ---------- | --------------- | -------- | --------- |
| Plovdiv                  | Arcilla    | Eslovaquia      | 5–0      | Bulgaria  |
| Kampen                   | Arcilla    | Holanda         | 4–1      | Australia |
| Vancouver                | Dura       | República Checa | 3-0      | Canadá    |
| Yakarta                  | Dura       | Bélgica         | 5–0      | Indonesia |

## Repesca Grupo Mundial 2 de 1996
La repesca del Grupo Mundial 2 de 1996 de Copa Fed se disputó los días 13 y 14 de julio de 1996, y los resultados de esta fase se detallan en el siguiente esquema:
| Sede de la confrontación | Superficie | Ganador       | Marcador | Perdedor  |
| ------------------------ | ---------- | ------------- | -------- | --------- |
| Viña del Mar             | Arcilla    | Croacia       | 5-0      | Chile     |
| Plovdiv                  | Arcilla    | Corea del Sur | 4–1      | Bulgaria  |
| Aurora                   | Arcilla    | Australia     | 3-2      | Canadá    |
| Yakarta                  | Dura       | Suiza         | 3-2      | Indonesia |

## Zona Americana

### Grupo 1
- Brasil
- Chile — promocionado a la Repesca del Grupo Mundial 2.
- Colombia
- México
- Paraguay - relegado al Grupo 2 en 1997.
- Puerto Rico
- Uruguay - relegado al Grupo 2 en 1997.
- Venezuela

### Grupo 2
- Bahamas
- Barbados
- Bermudas
- Bolivia
- Costa Rica
- Cuba
- República Dominicana
- Ecuador — promocionado al Grupo 1 en 1997
- El Salvador
- Guatemala
- Jamaica
- Perú — promocionado al Grupo 1 en 1997
- Trinidad y Tobago

## Zona Asia/Oceanía

### Grupo 1
- China
- Hong Kong
- India
- Kazajistán
- Malasia - relegado al Grupo 2 en 1997.
- Filipinas - relegado al Grupo 2 en 1997.
- Corea del Sur — promocionado a la Repesca del Grupo Mundial 2.
- Tailandia

### Grupo 2
- Brunéi
- China Taipéi — promocionado al Grupo 1 en 1997
- Nueva Zelanda — promocionado al Grupo 1 en 1997
- Equipo de las islas de Oceanía
- Singapur
- Siria
- Uzbekistán

## Zona Europa/África

### Grupo 1
- Bielorrusia
- Croacia — promocionado a la Repesca del Grupo Mundial 2.
- Georgia
- Reino Unido - relegado al Grupo 2 en 1997.
- Grecia
- Hungría
- Italia
- Letonia
- Noruega - relegado al Grupo 2 en 1997.
- Portugal - relegado al Grupo 2 en 1997.
- Rumania
- Rusia
- Eslovenia
- Suecia
- Suiza — promocionado a la Repesca del Grupo Mundial 2.
- Yugoslavia - relegado al Grupo 2 en 1997.

### Grupo 2
- Botsuana
- Chipre
- Dinamarca
- Estonia
- Etiopía
- Finlandia — promocionado al Grupo 1 en 1997
- Islandia
- Irlanda
- Israel — promocionado al Grupo 1 en 1997
- Liechtenstein
- Lituania
- Luxemburgo
- Macedonia del Norte
- Malta
- Polonia — promocionado al Grupo 1 en 1997
- Túnez
- Turquía
- Ucrania — promocionado al Grupo 1 en 1997
- Zimbabue